# Аренас, Мигель
Мигель Аренас (исп. Miguel Arenas) (1902, Аликанте, Испания — 3 ноября 1965, Мехико, Мексика) — мексиканский актёр.

## Биография
Родился в 1902 году в Аликанте. После окончания средней школы  он поступил в Общество Рамона де Кампоамора. Он присоединился к компании Артуро Льедо. В 1919 году он дебютировал как театральный актёр и присоединился к труппе Прадо и Чикоте, которая выступала в Театре Комико в Мадриде. В 1920 году он сформировал эстрадное трио Аликанте под названием Los Hernán-Alvarenas, в состав которого вошли он сам, Мануэль Альварес и Хосефина Эрнандес.
Он покинул Испанию в начале 1930-х годов из-за начала гастролей с театральной труппой по Латинской Америке. В 1933 году, когда он был на гастролях в Венесуэле, у него родилась дочь. В 1934 году он окончательно решил переехать в Мексику, которую он ранее посетил и где начал плодотворную карьеру в кино. Всего снялся в 112 фильмах и телесериалах.
Скончался 3 ноября 1965 года в Мехико от острого инфаркта миокарда. Похоронен на кладбище Пантеон.

## Личная жизнь
Дочь Роса Аренас (1933) снялась в 57 работах в кино и телесериалах.